# Columbus (Indiana)
Columbus is een plaats (city) in de Amerikaanse staat Indiana, en valt bestuurlijk gezien onder Bartholomew County.

## Demografie
Bij de volkstelling in 2000 werd het aantal inwoners vastgesteld op 39.059.
In 2006 is het aantal inwoners door het United States Census Bureau geschat op 39.690, een stijging van 631 (1.6%).

## Geografie
Volgens het United States Census Bureau beslaat de plaats een oppervlakte van
68,3 km², waarvan 67,2 km² land en 1,1 km² water. Columbus ligt op ongeveer 195 m boven zeeniveau.

## Plaatsen in de nabije omgeving
De onderstaande figuur toont nabijgelegen plaatsen in een straal van 16 km rond Columbus.

## Geboren in Columbus
- Mike Pence (1959), vicepresident van de Verenigde Staten, gouverneur van Indiana, advocaat en radiopresentator